# Tesagrotis corrodera
Tesagrotis corrodera là một loài bướm đêm trong họ Noctuidae.